# Enterolobium timbouva
Enterolobium timbouva är en ärtväxtart som beskrevs av Carl Friedrich Philipp von Martius. Enterolobium timbouva ingår i släktet Enterolobium och familjen ärtväxter. Inga underarter finns listade i Catalogue of Life.